# Episteme communicans
Episteme communicans là một loài bướm đêm trong họ Noctuidae.